# Cortenova
Cortenova är en ort och kommun i provinsen Lecco i regionen Lombardiet i Italien. Kommunen hade 1 167 invånare (2018).